# Det Kongelige Danske Musikkonservatorium

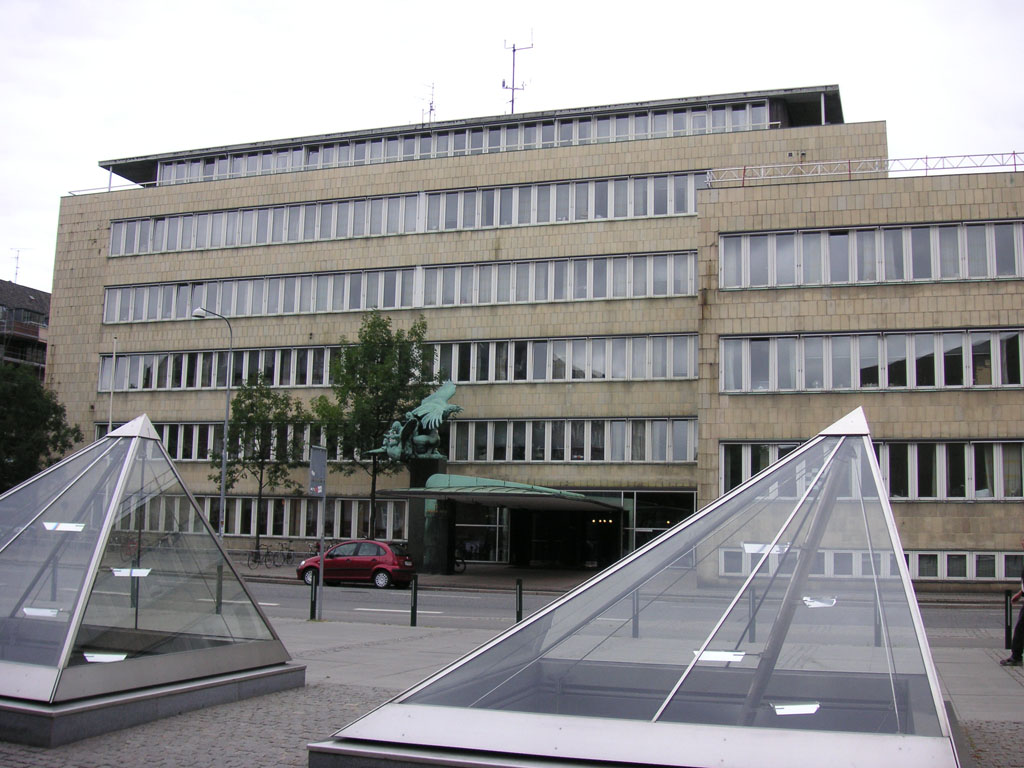
Konservatoriet i Danmarks Radios tidigare huvudkontor.

Det Kongelige Danske Musikkonservatorium, grundat 1867, som Københavns Musikkonservatorium är Danmarks största musikkonservatorium, beläget i Köpenhamn.
Konservatoriet grundades 1867 av Niels W. Gade efter en privat donation och är Danmarks äldsta institut för högre musikutbildning.
Det övertogs av danska staten år 1949 och 2008 flyttade det till de nuvarande lokalerna i Danmarks Radios tidigare huvudkontor.

## Ledare för konservatoriet
Direktörer/ rektorer: 
- 1867-1890 Niels W. Gade
- 1890-1899 J.P.E. Hartmann
- 1899-1915 Otto Malling
- 1915-1930 Anton Svendsen
- 1930-1931 Carl Nielsen
- 1931-1947 Rudolph Simonsen
- 1947-1954 Christian Christiansen
- 1954-1955 Finn Høffding
- 1956-1967 Knudåge Riisager
- 1967-1971 Svend Westergaard
- 1971-1975 Poul Birkelund
- 1976-1979 Friedrich Gürtler
- 1979-1986 Anne-Karin Høgenhaven
- 1992-2007 Steen Pade
- 2007- Bertel Krarup